# 보은 선병우 고가
보은 선병우 고가(報恩 宣炳禹 古家)는 충청북도 보은군 장안면 하개리에 있는 일제강점기의 건축물이다. 1986년 4월 28일 충청북도의 문화재자료 제5호로 지정되었다.

## 개요
1940년대에 지은 집으로 안채, 사랑채, 행랑채 등을 갖추고 있다. 각각의 건물이 서로 독립되어 있어 남부지방 가옥과 비슷한 배치를 보인다.
사랑채는 앞면 4칸·옆면 1칸 규모의 건물로 앞뒤를 퇴칸으로 터 놓았다. 뒤편에 마련된 안채는 앞면 6칸·옆면 3칸 규모의 건물인데, 지붕은 옆면에서 볼 때 여덟 팔(八)자 모양을 한 팔작지붕으로 꾸몄다.

## 참고 문헌
- 보은 선병우 고가 - 국가유산청 국가유산포털